# Alimentation de secours
Une alimentation de secours est une alimentation électrique servant uniquement en cas d’arrêt temporaire de l'alimentation électrique principale habituelle d'un local, d'une zone, d'un bâtiment ou d'un site (hospitalier, industriel, etc.).

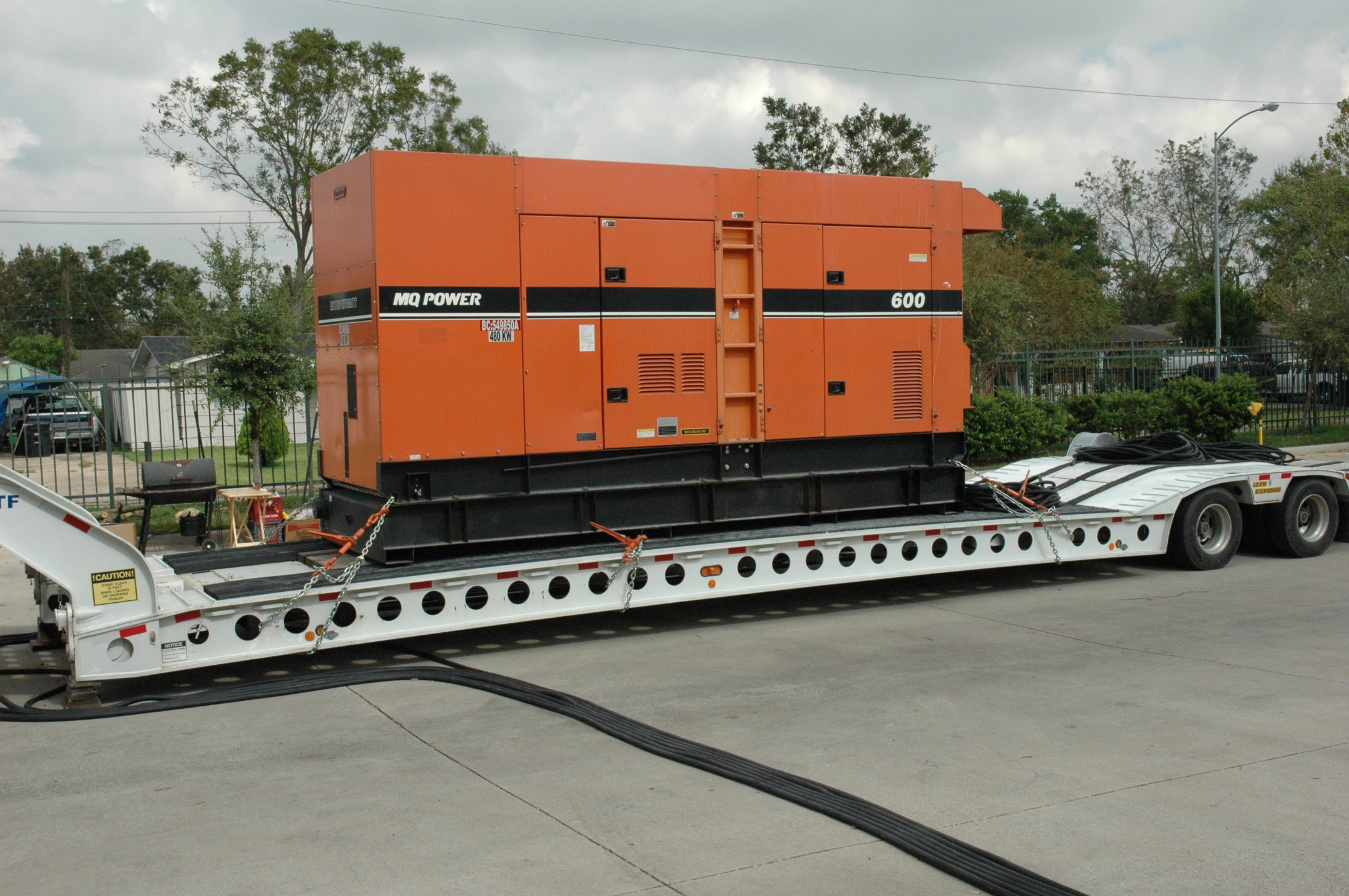
Un groupe électrogène mobile servant d'alimentation de secours.

## Utilisation
Ce type d'installation se rencontre dans les entreprises ou industries dont les processus de production ou de fonctionnement ne supportent pas d'interruptions prolongées. Néanmoins dans les cas critiques, où toute interruption peut avoir des conséquences graves (hôpitaux, navires, aéronefs, etc.), une alimentation sans interruption sera choisie.

## Types de permutation normal/secours
Ces types peuvent se classer par le temps de coupure de l'alimentation électrique. 
Avec temps mort(de 0,5 s à quelques minutes) lorsqu'il est acceptable que l’électricité soit coupée pendant un instant, même faible, tels que certaines entreprises (entre autres si les ordinateurs personnels sont alimenté par une alimentation sans interruption ou muni d'une batterie de capacité suffisante) ou certains navires qui n'utilisent pas l'électricité pour la navigation. Ce temps mort permet le démarrage d'un groupe électrogène de secours ;
Pseudo-synchroneLorsque le temps acceptable de la coupure doit être très faible (inférieure à 150 ms par exemple). Une alimentation sans interruption devant alors assurer l'alimentation de tous les circuits prioritaires, les autres devant attendre le démarrage d'un groupe électrogène (de quelques secondes à quelques minutes selon la puissance) ;
Synchrone ou « temps zéro »Lorsqu'il n’est pas acceptable que l’électricité soit interrompue, mème pendant un temps infime, c'est la solution employée dans les hôpitaux, les aéroports, les centres informatiques, et bien d'autres domaines où la rupture d'alimentation est prohibée. Dans ce cas une alimentation sans interruption est indispensable. Lorsqu'un onduleur et un groupe électrogène sont intégrés au sein d'un même ensemble, on parle alors de GTZ (« Groupe Temps Zéro ») ou, en anglais, de « groupe no-break »,.